# Menin-porten
Menin-porten, ved den østlige udfartsvej fra den belgiske by Ieper, er et mindesmærke for britiske og Commonwealth-soldater, som faldt her i første verdenskrig.
50°51′07″N 02°53′28″Ø / 50.85194°N 2.89111°Ø